# Parides proneus
Parides proneus är en fjärilsart som först beskrevs av Jacob Hübner 1831.  Parides proneus ingår i släktet Parides och familjen riddarfjärilar. Inga underarter finns listade i Catalogue of Life.